# نايف عيسى
نايف عيسى الظفيري لاعب كرة قدم سعودي معتزل، لعب سابقاً في نادي الباطن .

## روابط خارجية
- نايف عيسى على موقع Soccerway.com (الإنجليزية)